# The General (tidskrift)
The General var en amerikansk tidskrift om konfliktspel utgiven av spelföretaget Avalon Hill perioden 1964-1998. Under denna period publicerades 189 nummer (fördelade på 32 "volymer" med sex nummer i varje, med undantag för den sista volymen då endast tre nummer gavs ut). Allmänt refereras tidskriften som företagets "husorgan" och publicerade nästan uteslutande material om sina egna produkter. Vanligt förekommande innehåll var artiklar om strategi, spelrapporter (så kallade "AAR"  vilket betyder After Action Report), nya regler, spelvarianter, recensioner, insändare, annonser och reportage från spelkonvent.

## Chefredaktörer
| Redaktör        | Period    |
| --------------- | --------- |
| Thomas N Shaw   | 1972-1982 |
| Don Greenwood   | 1982-1992 |
| Don Hawthorne   | 1992      |
| Robert Waters   | 1992-1995 |
| Stuart K Tucker | 1995-1998 |